# Município de Kingsville (condado de Ashtabula, Ohio)
O município de Kingsville (em inglês: Kingsville Township) é um município localizado no condado de Ashtabula no estado estadounidense de Ohio. No ano de 2010 tinha uma população de 1.766 habitantes e uma densidade populacional de 52,94 pessoas por km².

## Geografia
O município de Kingsville encontra-se localizado nas coordenadas 41° 53′ 12″ N, 80° 39′ 44″ O. Segundo a Departamento do Censo dos Estados Unidos, o município tem uma superfície total de 33.36 km², da qual 33.2 km² correspondem a terra firme e (0.47%) 0.16 km² é água.

## Demografia
Segundo o censo de 2010, tinha 1.766 habitantes residindo no município de Kingsville. A densidade populacional era de 52,94 hab./km². Dos 1.766 habitantes, o município de Kingsville estava composto pelo 96.26% brancos, o 1.47% eram afroamericanos, o 0.17% eram amerindios, o 0.68% eram asiáticos, o 0.06% eram insulares do Pacífico, o 0.06% eram de outras raças e o 1.3% pertenciam a dois ou mais raças. Do total da população o 0.68% eram hispanos ou latinos de qualquer raça.